# Alistilus
Alistilus, biljni rod iz porodice mahunarki smješten u podtribus Phaseolinae. Postoje tri vrste iz južne Afrike (Bocvana, Namibija, Sjeverne provincije) i Madagaskara.

## Vrste
1. Alistilus bechuanicus N.E.Br.
2. Alistilus jumellei (R.Vig.) Verdc.
3. Alistilus magnificus Verdc.

## Sinonimi
- Alysistyles N.E.Br. ex R.A.Dyer